# In den Vijgenboom

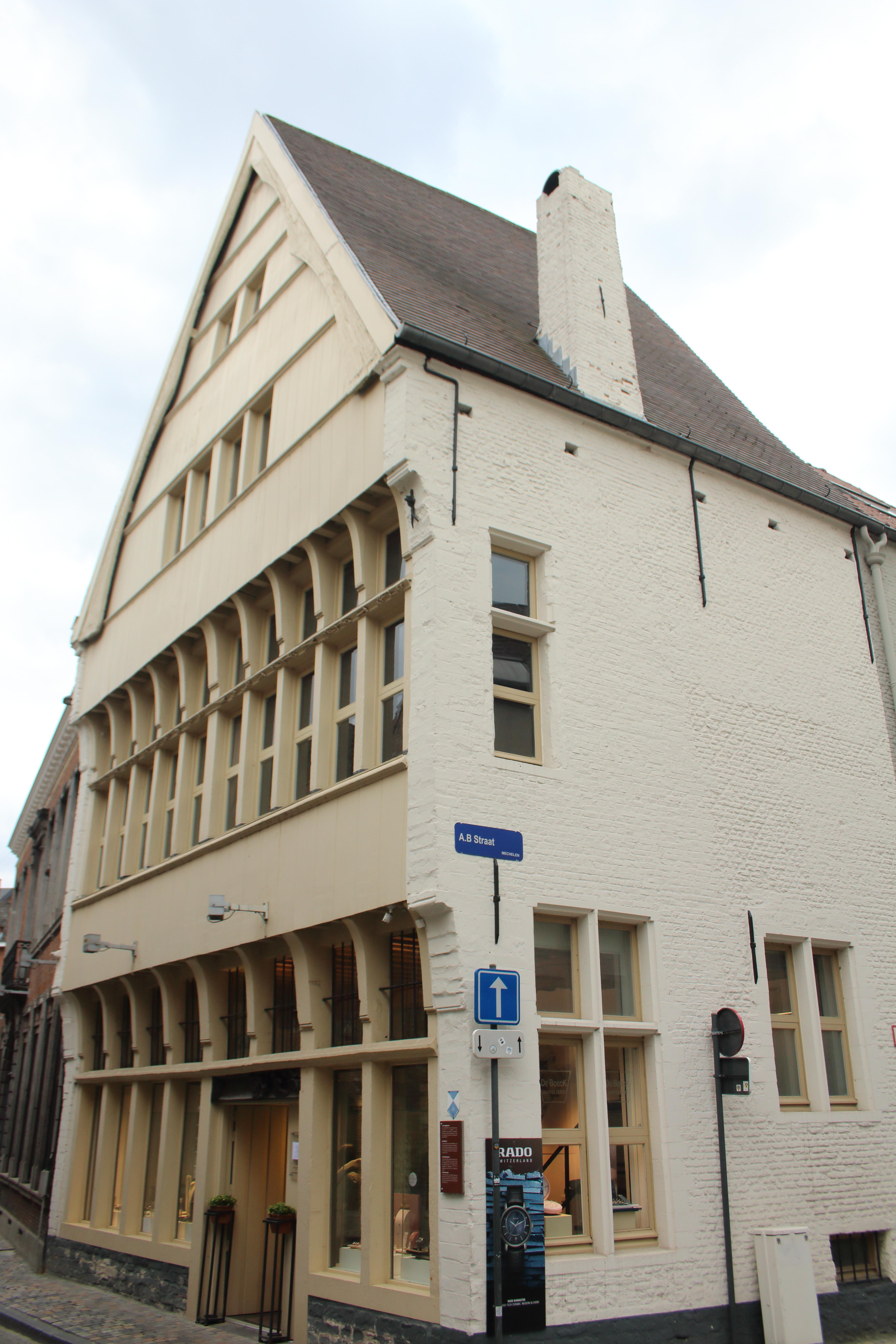

In den Vijgenboom is de oudste houten gevel van Mechelen. Het pand met houten puntgevel met vooruitspringende verdiepingen aan de Sint-Katelijnestraat en de A.B.-straat dateert uit het begin van de zestiende eeuw. Het beeldsnijwerk boven de deur stelt een hamer, tang en aambeeld voor. Hoogstwaarschijnlijk was de bewoner lid van het smedenambacht. Sinds 1977 is het pand beschermd als monument. 

## Afbeeldingen

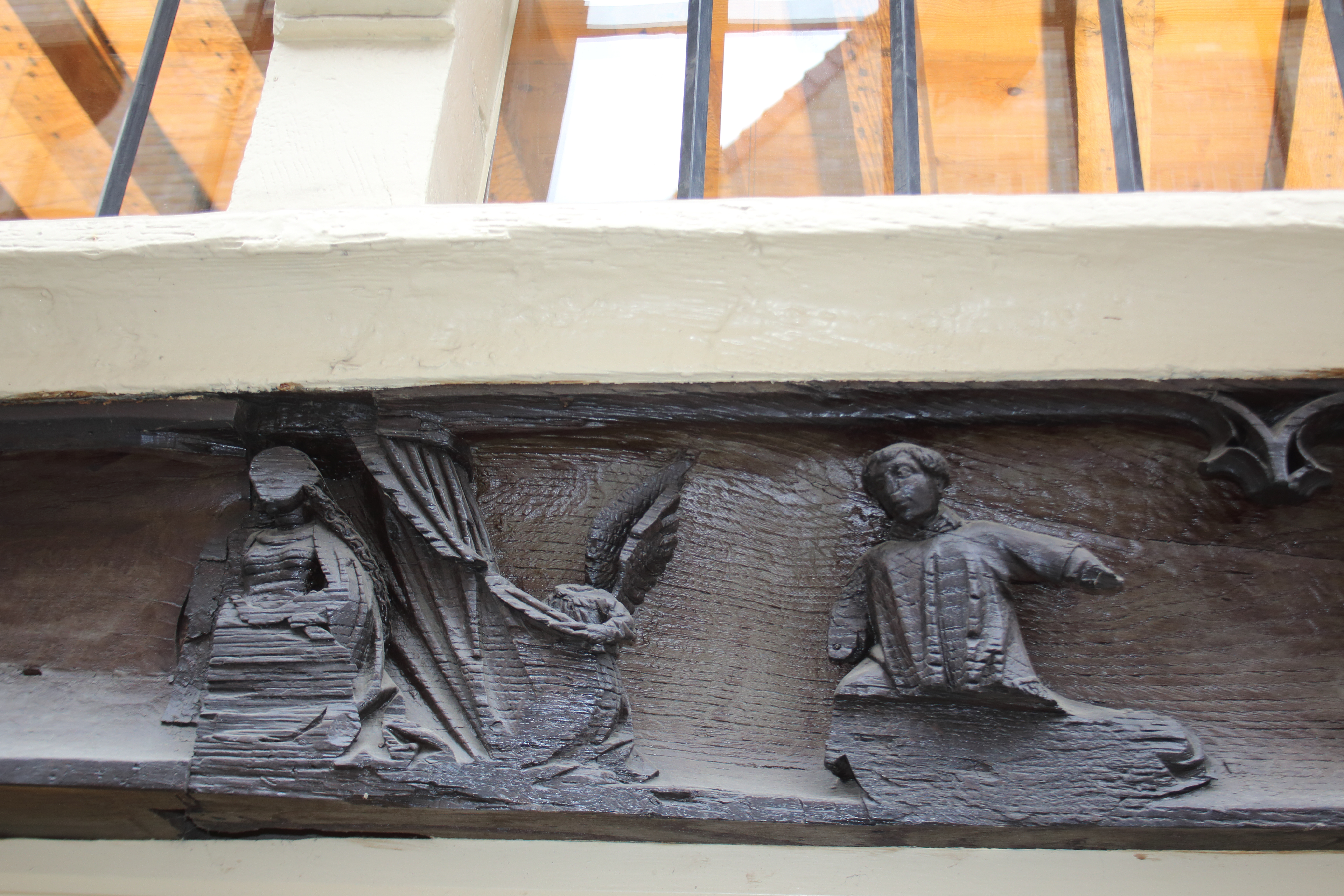
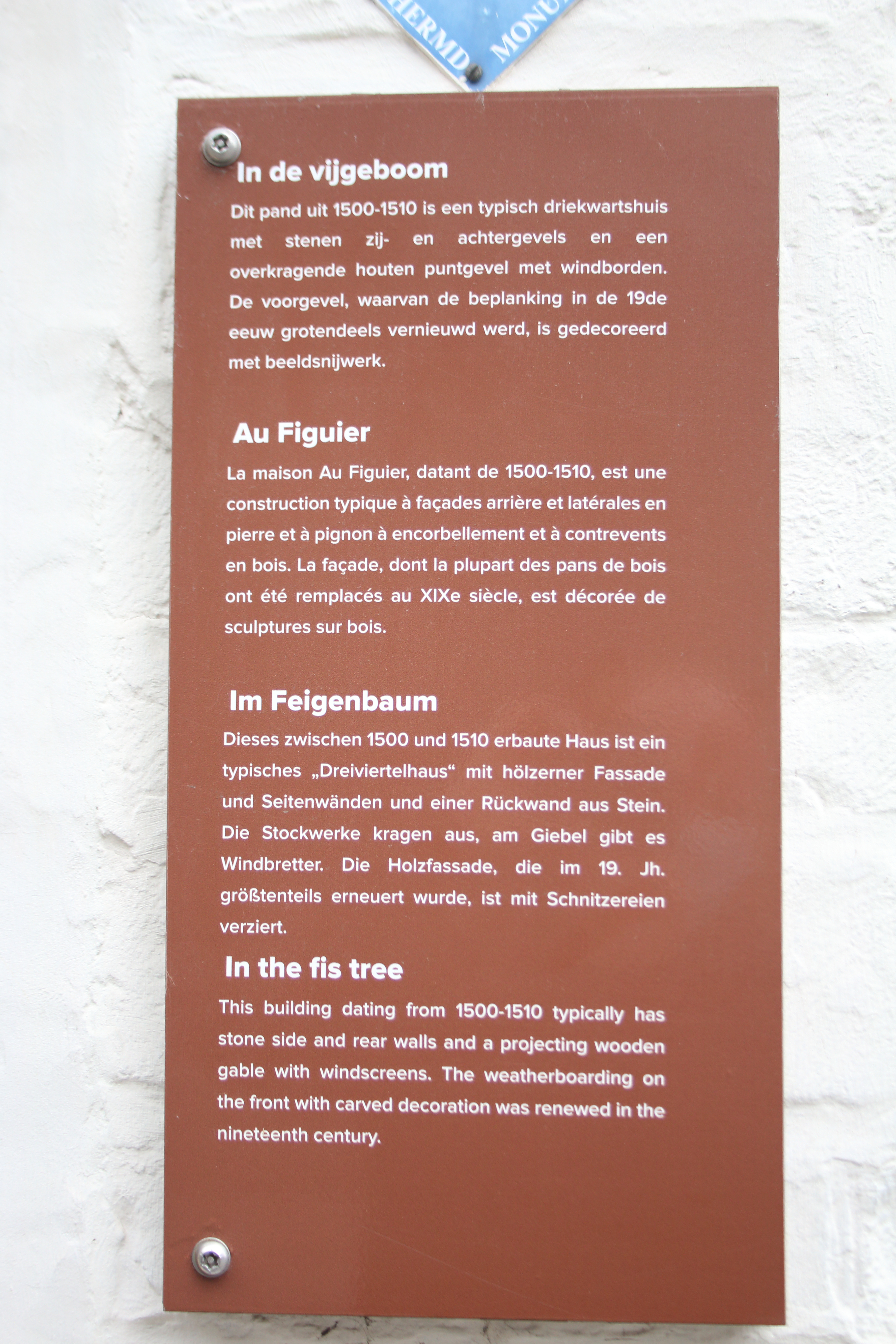
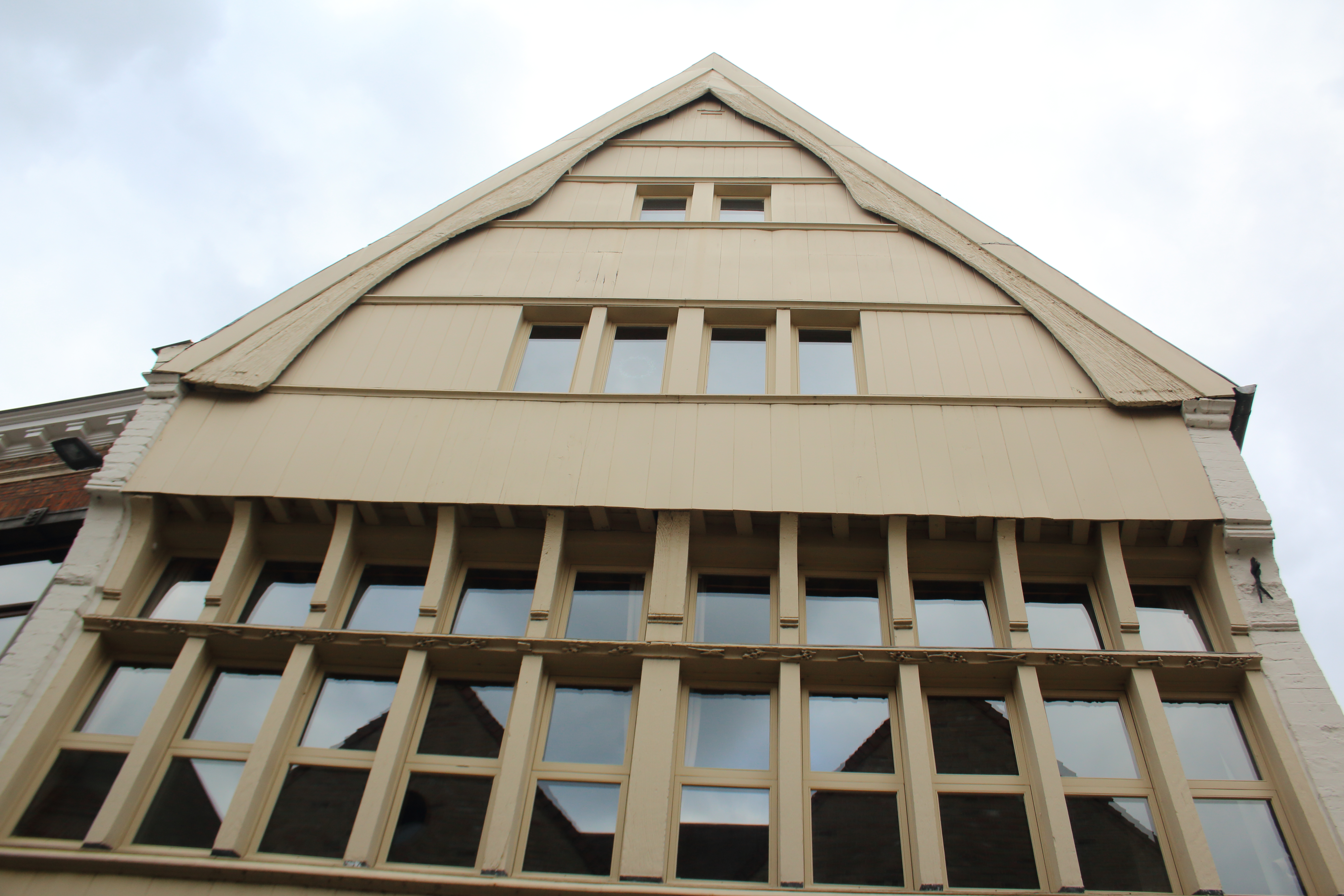